# Betrekkingen tussen Oekraïne en de NAVO

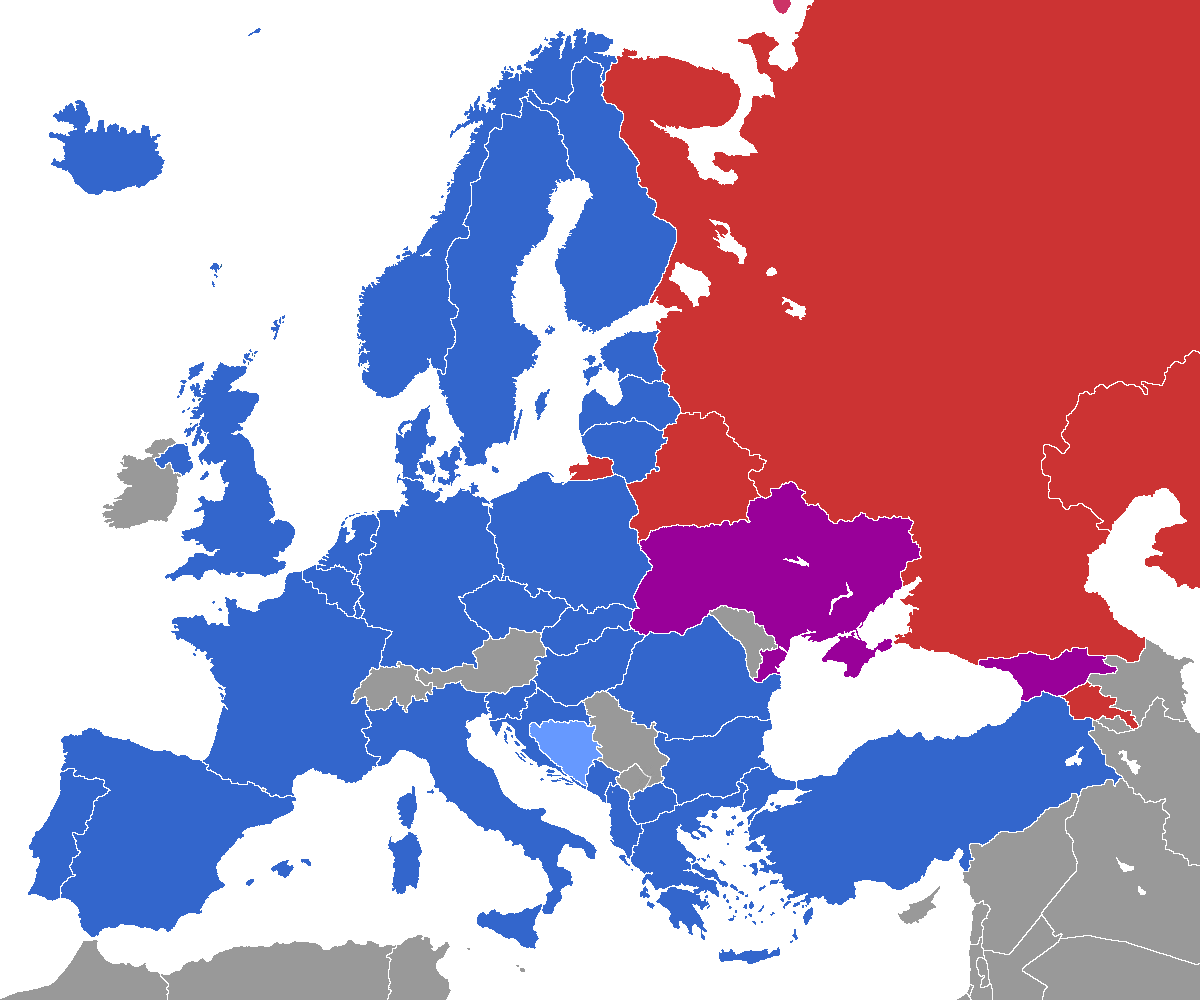
NAVO-lidstaten (blauw), landen in het proces van toetreding tot de NAVO (paars) en de door Rusland geleide CSTO (rood).

De betrekkingen tussen Oekraïne en de Noord-Atlantische Verdragsorganisatie (NAVO) begonnen in 1992. Oekraïne diende in 2008 een aanvraag in om een NAVO-lidmaatschap op te starten. Plannen voor een NAVO-lidmaatschap werden opgeschort door Oekraïne na de Oekraïense presidentsverkiezingen van 2010 waarin de pro-Russische Viktor Janoekovitsj tot president van Oekraïne werd verkozen. Eind november 2013 weigerde Janoekovitsj de Associatieovereenkomst tussen de Europese Unie en Oekraïne te ondertekenen. Daarop volgden de maandenlange grootschalige pro-westerse Euromaidan-protesten die in februari 2014 escaleerden in een kortdurende gewelddadige revolutie. Te midden van de Revolutie van de Waardigheid ontvluchtte Janoekovitsj Kiev en het land. De interim-regering-Jatsenjoek die aan de macht kwam, zei aanvankelijk dat zij geen plannen had om tot de NAVO toe te treden. De Associatieovereenkomst met de EU werd wel ondertekend. Na de Russische annexatie van de Krim en de Russische militaire steun aan de pro-Russische separatisten in het oosten van Oekraïne, waarbij het Oekraïense leger moest worden ingezet, werd dat anders. Na de Oekraïense parlementsverkiezingen in oktober 2014 maakte de nieuwe regering van toetreding tot de NAVO een prioriteit. Op 21 februari 2019 werd de grondwet van Oekraïne gewijzigd. De normen inzake de strategische koers van Oekraïne naar lidmaatschap van de Europese Unie en de NAVO zijn vastgelegd in een preambule. Dit omvat drie artikelen en overgangsbepalingen.
Op de NAVO-top van Brussel in juni 2021 herhaalden de NAVO-leiders het besluit dat op de Top van Boekarest in 2008 was genomen. Oekraïne zou lid worden van het 'Membership Action Plan' (MAP). Het helpt kandidaat-lidstaten van de NAVO om zich voor te bereiden op hun lidmaatschap en aan de vereisten te voldoen. Dit wordt gerealiseerd door praktisch advies en doelgerichte ondersteuning te verlenen. NAVO-secretaris-generaal Jens Stoltenberg benadrukte ook dat Rusland geen veto zal kunnen uitspreken over de toetreding van Oekraïne tot de NAVO "omdat we niet zullen terugkeren naar het tijdperk van belangensferen waarin grote landen beslissen wat kleinere moeten doen."
Volgens peilingen die tussen 2005 en 2013 zijn gehouden, bleef de Oekraïense publieke steun voor het NAVO-lidmaatschap laag. Sinds de Russisch-Oekraïense Oorlog en de annexatie van de Krim is de publieke steun voor het Oekraïense lidmaatschap van de NAVO echter enorm toegenomen. Sinds juni 2014 bleek uit peilingen dat ongeveer 50% van de ondervraagden het Oekraïense NAVO-lidmaatschap steunde.

## Geschiedenis van betrekkingen

### Voorzitterschap van Leonid Kravtsjoek (1991-1994)
De betrekkingen tussen Oekraïne en de NAVO werden formeel tot stand gebracht in 1992, toen Oekraïne toetrad tot de Noord-Atlantische Samenwerkingsraad na het herwinnen van zijn onafhankelijkheid. Later werd deze organisatie omgedoopt tot de Euro-Atlantische Partnerschapsraad. Op 8 juli 1992 bracht president Leonid Kravtsjoek een bezoek aan het NAVO-hoofdkwartier te Brussel. Een belangrijke gebeurtenis in de ontwikkeling van de betrekkingen tussen Oekraïne en de NAVO was de opening van de Ambassade van Oekraïne in Brussel in september 1992. Deze opening vormde een schakelmoment in de relaties tussen Oekraïne en de NAVO.
Een paar jaar later, in februari 1994 werd Oekraïne het eerste post-Sovjet-land dat een raamovereenkomst sloot met de NAVO in het kader van het Partnerschap voor de Vrede- initiatief. Daarmee steunde Oekraïne het initiatief van Midden- en Oost-Europese landen om zich bij de NAVO aan te sluiten.

### Voorzitterschap van Leonid Koetsjma (1994-2005)

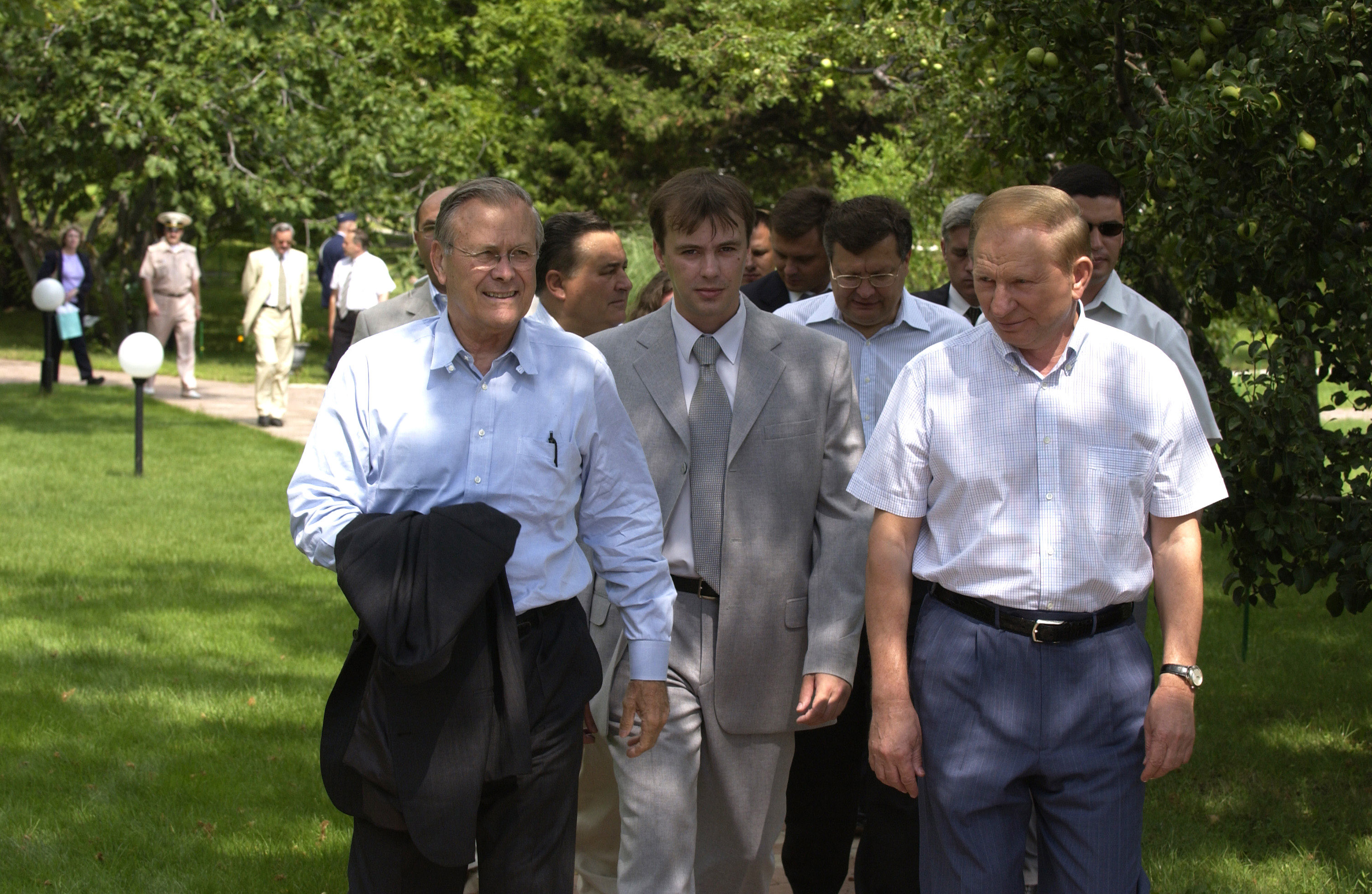
De Amerikaanse minister van Defensie Donald Rumsfeld en de Oekraïense president Leonid Koetsjma. Partenit, autonome republiek van de Krim, 13 augustus 2004

In de zomer van 1995 kwam de NAVO in actie om de gevolgen van de drinkwaterramp in Charkov te helpen verzachten. Dit was de eerste samenwerking tussen de NAVO en Oekraïne. Op 7 mei 1997 werd in Kiev het allereerste officiële informatie- en documentatiecentrum van de NAVO geopend, bedoeld om de transparantie over het bondgenootschap te bevorderen. Uit een opiniepeiling van 6 mei bleek dat 37% van de Oekraïense bevolking voor aansluiting bij de NAVO was, 28% tegen en 34% onbeslist. Op 9 juli 1997 werd een commissie NAVO-Oekraïne opgericht. In 2002 verslechterden de betrekkingen met de regering van de Verenigde Staten en andere NAVO-landen. Nadat de opnamen uit het zogenoemde Cassetteschandaal waren gepubliceerd, bleek dat een geavanceerd Oekraïens defensiesysteem zou zijn overgedragen aan het Irak van Saddam Hoessein. Op de NAVO-uitbreidingstop in november 2002 nam de NAVO-Oekraïne-commissie een actieplan Oekraïne-NAVO aan. De verklaring van president Leonid Koetsjma was dat Oekraïne lid wilde worden van de NAVO en het Oekraïense troepen naar Irak in 2003.
Op 6 april 2004 heeft Verchovna Rada een wet aangenomen betreffende de vrije toegang van NAVO-strijdkrachten tot het grondgebied van Oekraïne.
Op 15 juni 2004 stond in de tweede editie van de militaire doctrine van Oekraïne op de agenda. Dit decreet werd goedgekeurd door Leonid Koetsjma, het omvat een bepaling over de uitvoering door Oekraïne van een beleid van Euro-Atlantische integratie. Het decreet heeftt als einddoel de toetreding van Oekraïne tot de NAVO. Reeds op 15 juli 2004, na een vergadering van de Oekraïne-NAVO-commissie, vaardigde president Koetsjma echter een decreet uit waarin hij verklaarde dat toetreding tot de NAVO niet langer het doel van het land was .Hij beoogde "een aanzienlijke verdieping met de betrekkingen van de NAVO en de Europese Unie met als waarborg de veiligheid en stabiliteit in Europa".

### Voorzitterschap van Viktor Joesjtsjenko (2005-2010)

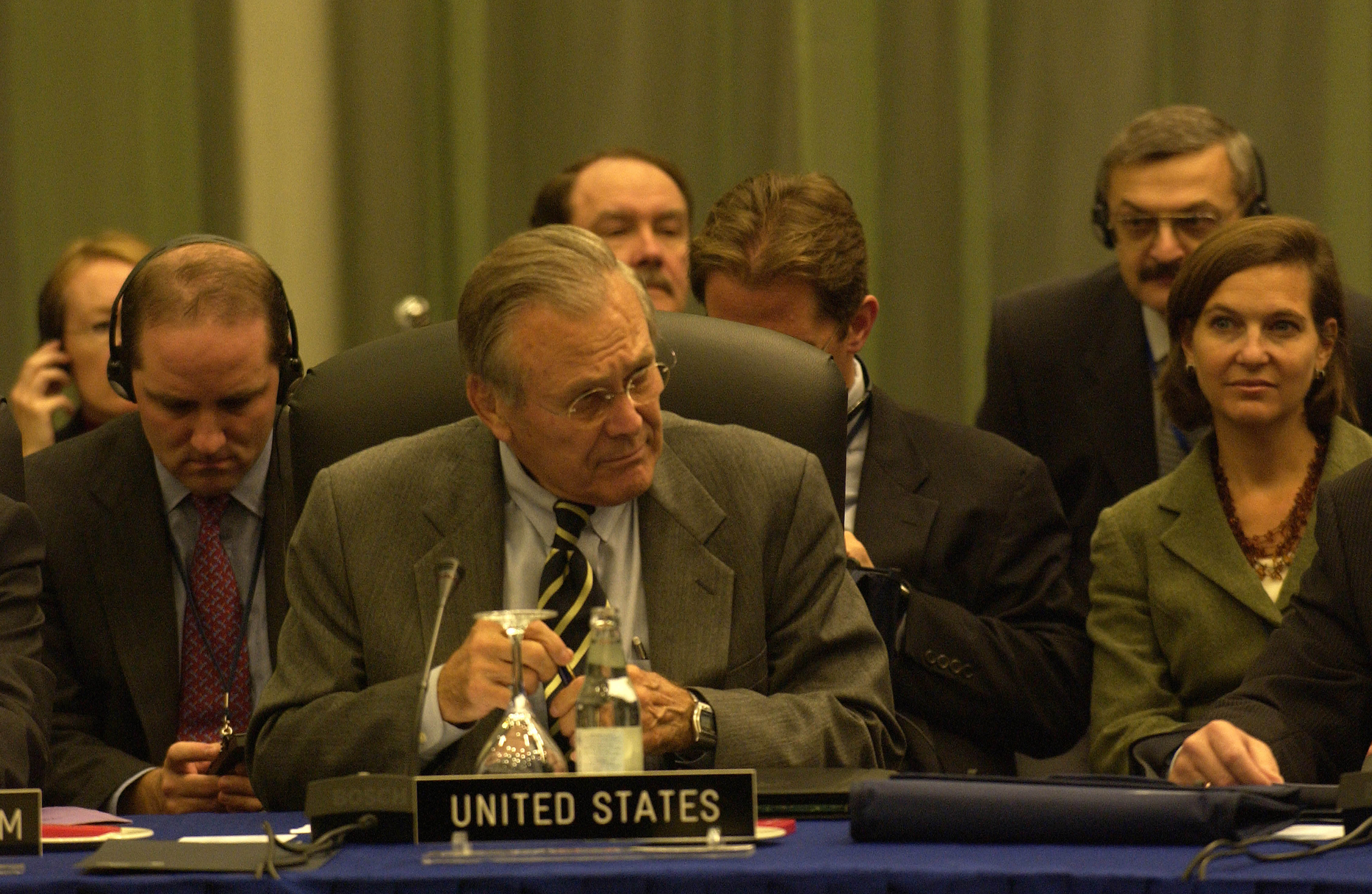
De Amerikaanse minister van Defensie Donald Rumsfeld en de Amerikaanse ambassadeur bij de NAVO Victoria Nuland tijdens het NAVO-Oekraïne-overleg in Vilnius, Litouwen, op 24 oktober 2005

Na de Oranjerevolutie in 2004 werd Leonid Koetsjma vervangen door president Viktor Joesjtsjenko, die een fervent voorstander is van het NAVO-lidmaatschap van Oekraïne. In januari 2008 stuitte het voorstel van Joelia Timosjenko om Oekraïne te laten toetreden tot het NAVO-actieplan voor lidmaatschap op verzet. Voorgaand was er een petitie met meer dan 2 miljoen handtekeningen dat opriep tot een referendum over het voorstel van Oekraïne om lid te worden van de NAVO. De oppositie heeft elke oproep tot het houden van een nationaal referendum met betrokkenheid bij de NAVO tegengehouden. In februari 2008 steunde 57,8% van de Oekraïners het idee van een nationaal referendum over toetreding tot de NAVO, tegen 38,6% in februari 2007.
Op 21 april 2005 vond in Vilnius een informele bijeenkomst plaats van de ministers van Buitenlandse Zaken van de NAVO-landen. De vergadering over de Oekraïne-NAVO-commissie werd gehouden, waarmee er een nieuwe fase werd ingeluid in de betrekkingen van Oekraïne met het NAVO-bondgenootschap. Het was een "intensieve dialoog", die de eerste stap moest vormen op weg naar de toetreding van Oekraïne tot de NAVO.

#### Oekraïense aanvragen om lid te worden van het NAVO-actieplan voor lidmaatschap
In januari 2008 zei de Amerikaanse senator Richard Lugar: "De Oekraïense president Viktor Joesjtsjenko, premier Joelia Timosjenko en parlementsvoorzitter Arsenii Jatsenjoek hebben de verklaring ondertekend waarin wordt opgeroepen om tijdens de top van Boekarest na te denken over de toetreding van Oekraïne tot het actieplan voor NAVO-lidmaatschap."
Het Oekraïense parlement onder leiding van Arsenii Jatsenjoek kon zijn gewone parlementszitting niet houden na het besluit van de parlementaire oppositie. De parlementaire oppositie protesteerde tegen de toetreding tot de NAVO. De parlementaire oppositie verhinderde alle werkzaamheden binnen het Oekraïense parlement. Het parlement was geblokkeerd van 25 januari 2008 tot en met 4 maart 2008.
De Amerikaanse president George W. Bush en de beide kandidaten voor het presidentschap van de Verenigde Staten bij de verkiezingen van 2008, de toenmalige Amerikaanse senatoren Barack Obama en John McCain hebben hun steun uitgesproken voor het NAVO-lidmaatschap van Oekraïne. De Russische reacties waren negatief. In april 2008 sprak de Russische president Vladimir Poetin zich uit tegen een Oekraïnes lidmaatschap van de NAVO.

#### Top van Boekarest: 2008-2009
Tijdens de NAVO-top in Boekarest in april 2008 besloot de NAVO Georgië en Oekraïne nog geen lidmaatschap aan te bieden. NAVO-secretaris-generaal Jaap de Hoop Scheffer zei dat Georgië en Oekraïne uiteindelijk wel lid zouden worden. Er kwam naar verluidt verzet van Frankrijk en Duitsland. Ook Nederland had bezwaren tegen de mogelijke toetreding.

### Voorzitterschap van Viktor Janoekovitsj (2010-2014)
Tijdens de campagne voor de Oekraïense presidentsverkiezingen van 2010 verklaarde Viktor Janoekovitsj als presidentskandidaat onder de Partij van de Regio's dat het huidige niveau van samenwerking tussen Oekraïne en de NAVO "voldoende" was. De kwestie van de toetreding van Oekraïne tot de NAVO was daarom niet urgent.
Op 1 maart 2010 zei Janoekovitsj tijdens zijn bezoek aan Brussel dat er niets zou veranderen aan de status van Oekraïne als lid van het outreach-programma van het bondgenootschap. Later herhaalde hij tijdens een reis naar Moskou dat Oekraïne een "Europese, niet-gebonden staat" zou blijven.

### Presidentschap van Petro Porosjenko (2014-2019)
Janoekovitsj ontvluchtte Oekraïne tijdens de Euromaidan-opstand die in februari 2014 ontstond. Als gevolg van deze revolutie kwam de interim-regering-Jatsenjoek I in Oekraïne aan de macht. De regering van Jatsenjoek verklaarde initieel dat het niet de bedoeling was dat Oekraïne lid zou worden van de NAVO.

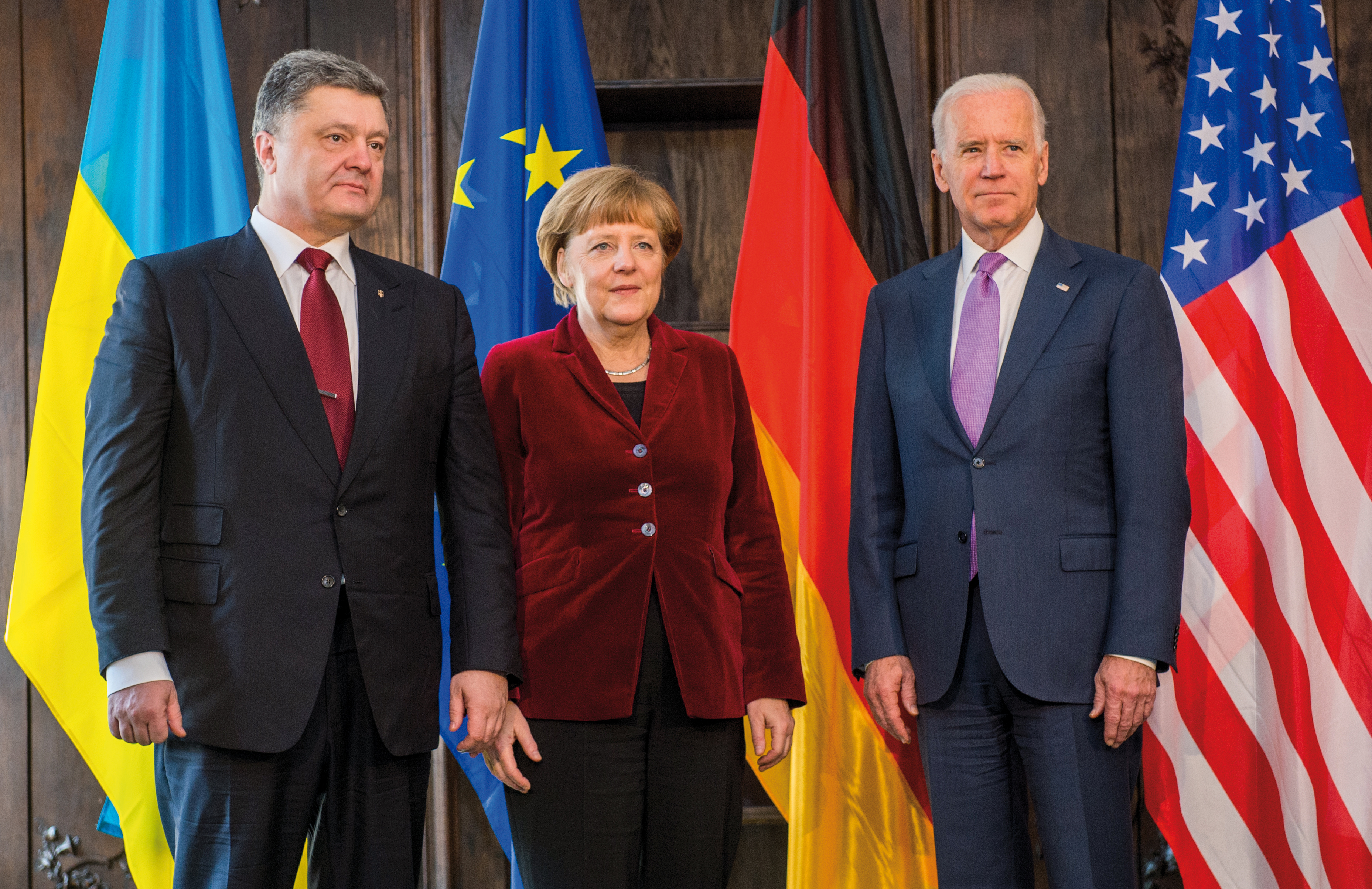
Petro Porosjenko met de Duitse bondskanselier Angela Merkel en vicepresident van de Verenigde Staten Joe Biden, februari 2015

NAVO-functionarissen zegden hun steun toe aan Oekraïne en probeerden de spanningen tussen de NAVO en Rusland te bagatelliseren. Rusland weigerde de afzetting van Janoekovitsj of de regering-Jatsenioek te erkennen. Eind februari 2014 bevestigde Anders Fogh Rasmussen, secretaris-generaal van de NAVO, dat het NAVO-lidmaatschap nog steeds een optie is voor Oekraïne.
Op 29 augustus 2014, na berichten dat het Russische leger binnen Oekraïne opereerde, kondigde de Oekraïense premier Arseni Jatsenjoek aan dat hij het Oekraïense parlement zou vragen Oekraïne voor een traject richting NAVO-lidmaatschap in te zetten. De regering heeft ook te kennen gegeven dat zij hoopt op de status van belangrijke niet-NAVO-bondgenoot met de Verenigde Staten, de grootste militaire macht en contribuant binnen de NAVO. Als onderdeel van deze inspanningen en om toekomstig Oekraïens lidmaatschap van de Euraziatische Economische Unie en andere door Rusland geleide supranationale entiteiten uit te sluiten, heeft Jatsenjoek ook een wetsontwerp ingediend om de eerder door Jatsenjoek ingestelde "niet-blokstatus" van Oekraïne in te trekken. Na de parlementsverkiezingen van oktober 2014 heeft de nieuwe regering van de toetreding tot de NAVO een prioriteit gemaakt.

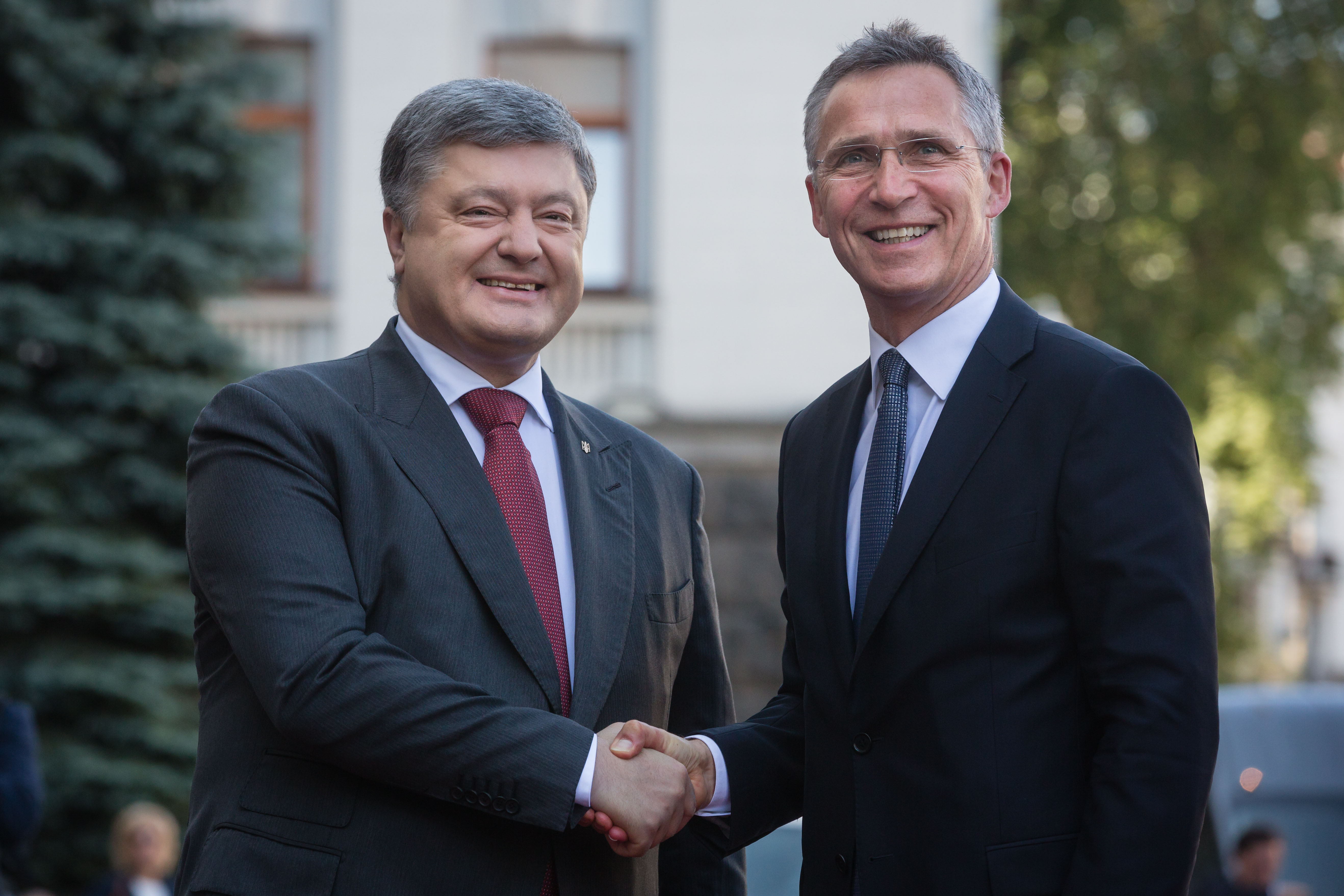
NAVO-secretaris-generaal Jens Stoltenberg en Petro Porosjenko, 10 juli 2017

In maart 2016 verklaarde Jean-Claude Juncker, voorzitter van de Europese Commissie, dat het minstens 20-25 jaar zou duren voordat Oekraïne lid zou zijn van de EU en de NAVO. Op 8 juni 2017 nam de Verchovna Rada van Oekraïne een wet aan die integratie met de NAVO tot een prioriteit van het buitenlands beleid maakt. In juli 2017 kondigde Porosjenko aan dat hij zou streven naar het openen van onderhandelingen over een actieplan voor lidmaatschap met de NAVO. In dezelfde maand begon president Porosjenko met het voorstellen van een "patronagesysteem", waarbij individuele regio's worden gekoppeld aan Europese staten.
Op 10 maart 2018 voegde de NAVO Oekraïne toe aan de lijst van NAVO-aspirant-leden (anderen waren onder meer Bosnië en Herzegovina en Georgië). Enkele maanden later, eind juni, nam de Verchovna Rada van Oekraïne een wetsvoorstel inzake nationale veiligheid aan: het wetsvoorstel definieert de beginselen van het staatsbeleid inzake nationale veiligheid en defensie, en richt zich ook op de integratie van Oekraïne in het Europese veiligheids-, economische en juridische systeem; verbetering van de wederzijdse betrekkingen met andere staten en het uiteindelijke lidmaatschap van de EU en de NAVO.
Op 7 februari 2019 stemde het Oekraïense parlement met een meerderheid van 334 van de 385 stemmen in met een wijziging van de Oekraïense grondwet. Deze grondwetswijziging gaat Oekraïne helpen zich aan te sluiten bij de NAVO en de Europese Unie. Na de stemming verklaarde de Oekraïense president Porosjenko: "Dit is de dag waarop de beweging van Oekraïne naar de Europese Unie en de NAVO in de grondwet zal worden geplaatst als een buitenlands politiek oriëntatiepunt."

### Presidentschap van Volodymyr Zelensky (vanaf 2019)

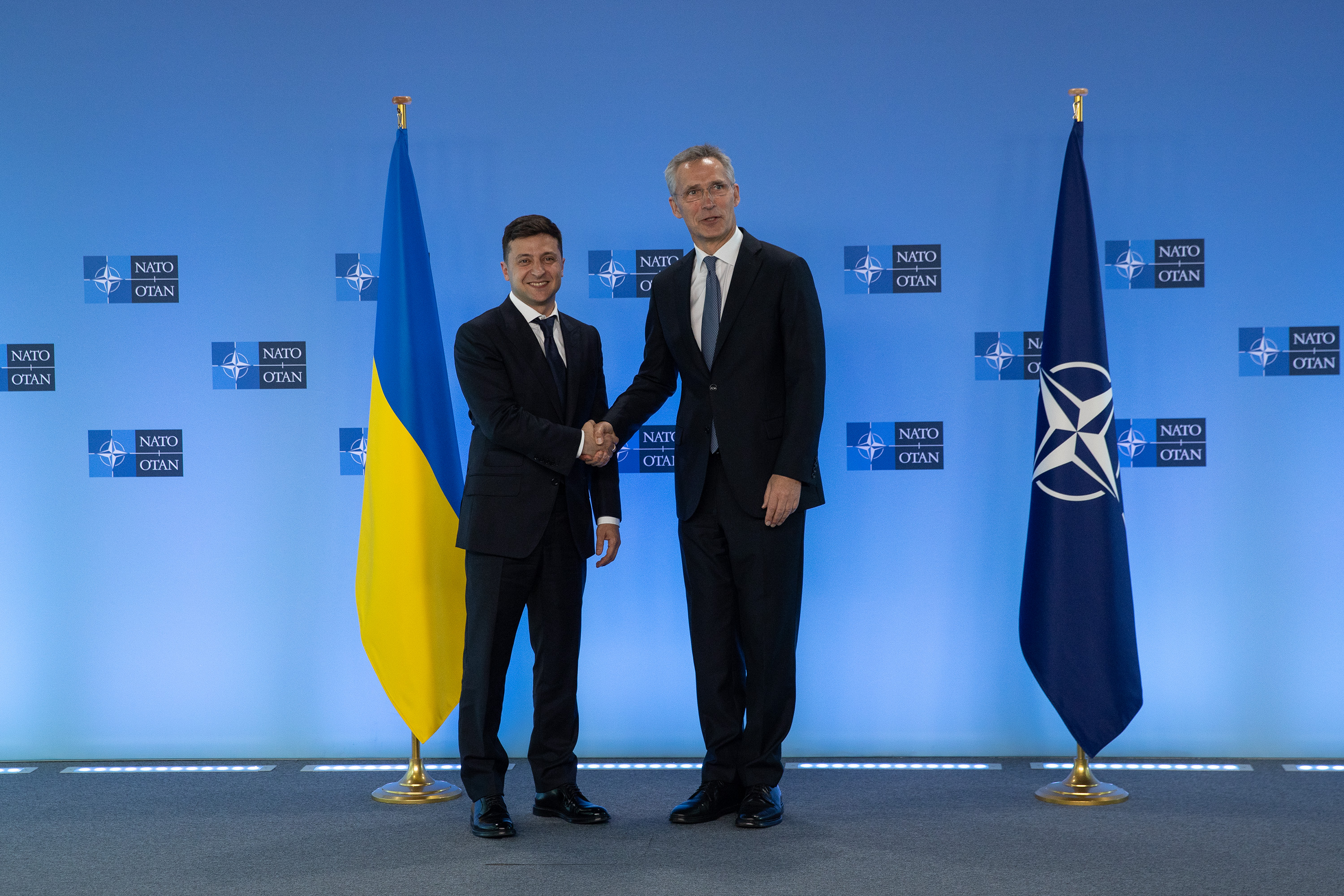
Oekraïense president Volodymyr Zelensky met NAVO-secretaris-generaal Jens Stoltenberg in juni 2019

Op 14 september 2020 keurde de Oekraïense president Volodymyr Zelensky de nieuwe nationale veiligheidsstrategie van Oekraïne goed "die voorziet in de ontwikkeling van het onderscheidend partnerschap met de NAVO met als doel lidmaatschap van de NAVO". Op 8 oktober 2020, tijdens een ontmoeting met premier Boris Johnson in Londen, verklaarde president Zelensky dat Oekraïne een actieplan voor het NAVO-lidmaatschap nodig had. Het NAVO-lidmaatschap zal bijdragen aan de veiligheid en defensie van Oekraïne.
Op 1 december 2020 verklaarde de minister van Defensie van Oekraïne Andrii Taran dat Oekraïne zijn ambities om het NAVO-Actieplan voor het lidmaatschap te verkrijgen duidelijk uiteenzet. Het hoopte op uitgebreide politieke en militaire steun voor een dergelijk besluit tijdens de volgende top van het NAVO-top in 2021. Hij richtte zich tot de ambassadeurs en militaire attachés van de NAVO-lidstaten en tot vertegenwoordigers van het NAVO-kantoor in Oekraïne en drong er bij hen op aan hun hoofdsteden mee te delen dat Oekraïne hoopt op hun volledige politiek-militaire steun bij het nemen van een dergelijk besluit tijdens de volgende NAVO-top in 2021. Dit zou een praktische stap moeten zijn en een blijk van gehechtheid aan de top van Boekarest van 2008.

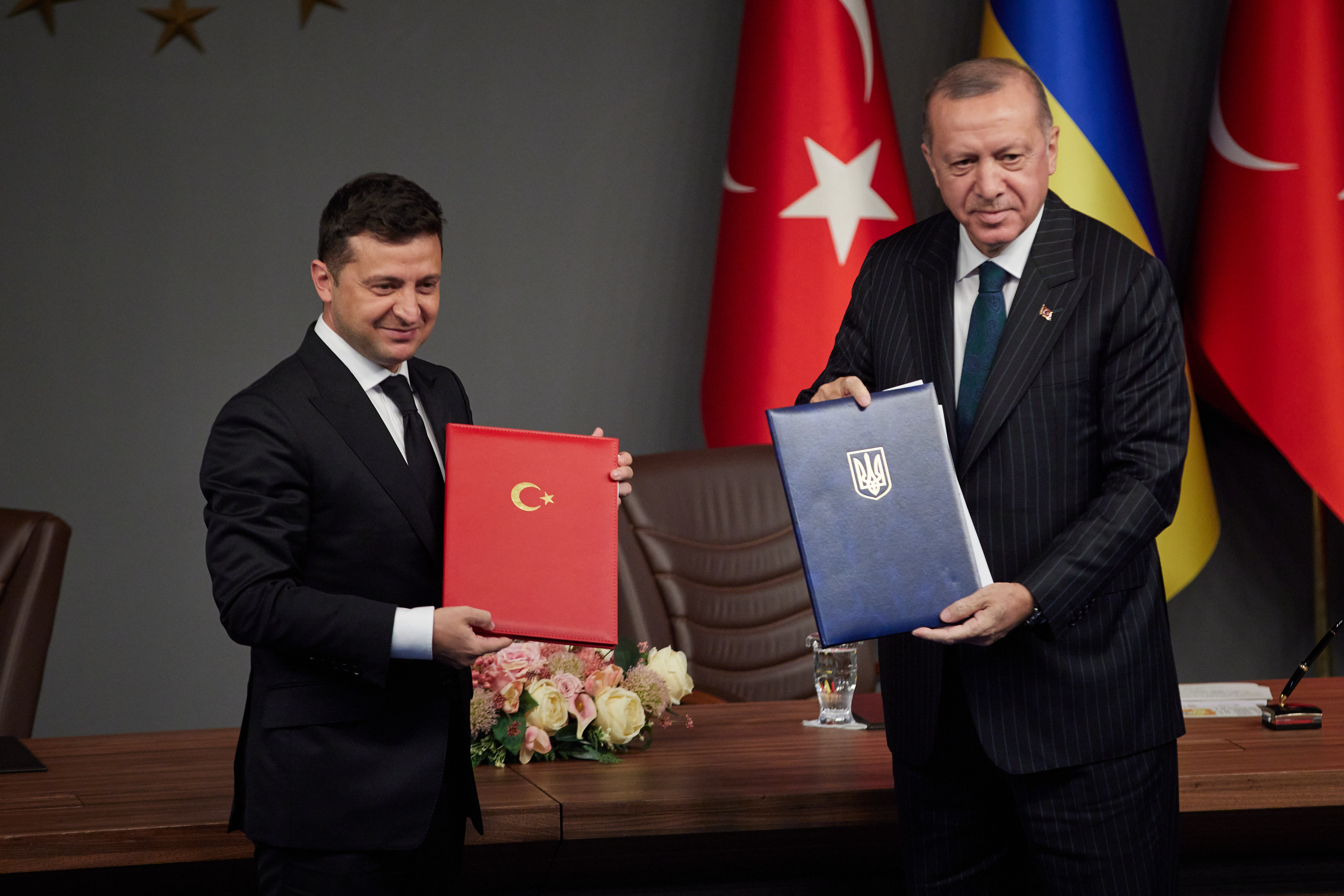
Zelensky en de Turkse president Recep Tayyip Erdoğan

Op 10 april 2021, verklaarde de minister van Defensie van Oekraïne Andrii Taran dat de hoogste prioriteit van de Oekraïense politieke leiding erin bestaat het actieplan voor lidmaatschap (MAP) van de NAVO te verkrijgen in 2021. Volgens het hoofd van de Oekraïense ministerie van Defensie is dit meest overtuigende en effectieve mechanisme om het standpunt van de internationale gemeenschap aan Moskou kenbaar te maken "het versnellen van de uitvoering van het besluit van de NAVO-top van Boekarest in 2008 over ons lidmaatschap van het bondgenootschap". Het actieplan voor Oekraïne werd ook gesteund door de Turkse president Recep Tayyip Erdoğan, dit gebeurde in een gezamenlijke verklaring van de negende strategische raad op hoog niveau tussen Oekraïne en de Turkije.

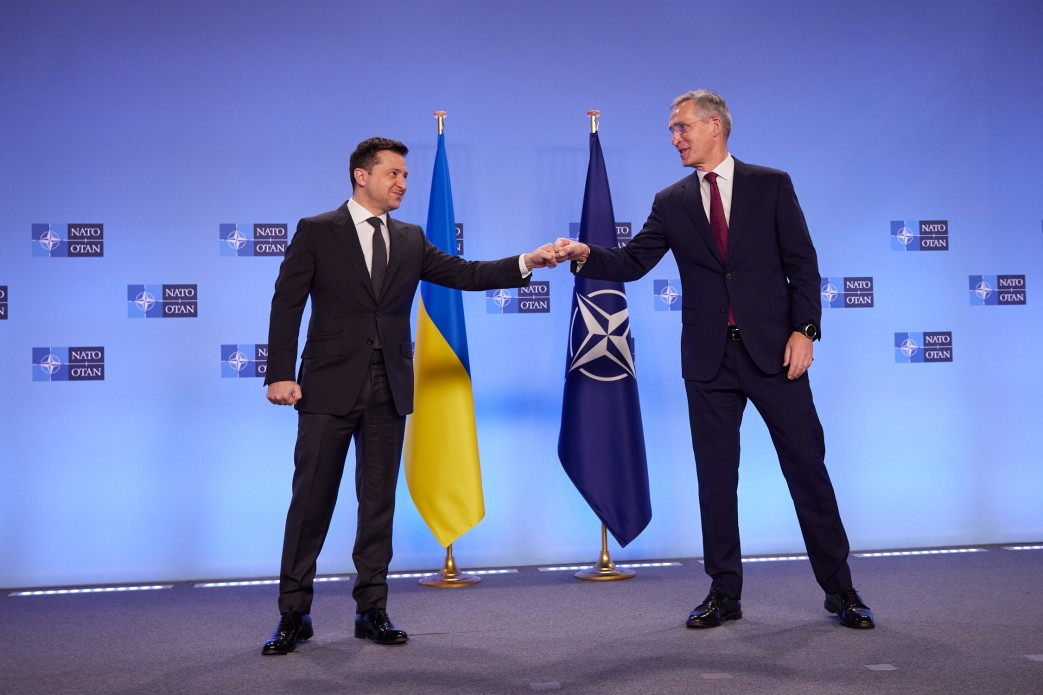
President van Oekraïne Volodymyr Zelensky en NAVO-secretaris-generaal Jens Stoltenberg. Brussel, 16 december 2021

Op 11 januari 2022 werd bekend dat een groep Republikeinse congresleden van plan is een wetsvoorstel in te dienen om Oekraïne tot "NAVO+-land" te verklaren en een onderzoek in te stellen naar de wenselijkheid om Rusland tot staatsponsor van terrorisme te verklaren. De opstellers van het wetsvoorstel stellen dat de erkenning van Oekraïne als "NAVO+-land" het mogelijk zal maken snel beslissingen te nemen over de levering en verkoop van Amerikaanse defensiegoederen en -diensten aan Oekraïne. Volgens medeauteur van dit wetsvoorstel, betreft deze regel de levering van anti-scheeps- en luchtverdedigingssystemen. Het wetsvoorstel stelt voor om een mechanisme te creëren voor het snel opleggen van sancties tegen Nord Stream 2 in het geval van een grootschalige Russische invasie van Oekraïne. De auteurs van het wetsvoorstel zijn ervan overtuigd dat zij op deze manier de ingebruikname voor altijd zullen blokkeren. Ook zijn de Verenigde Staten verplicht om te overwegen om te stemmen over de vraag of Rusland de status van "Staat-sponsor van internationaal terrorisme" moet krijgen.
Op 14 januari 2022 verklaarde Andrii Yermak, voorzitter van het kabinet van de president van Oekraïne, dat de Oekraïense autoriteiten hopen dat er specifieke voorwaarden zijn voor toetreding tot het Noord-Atlantisch bondgenootschap.

## Russische oppositie tegen Oekraïens NAVO-lidmaatschap
Rusland is sterk gekant tegen elke uitbreiding van de NAVO naar het oosten. Op 12 februari 2008 zei de Russische president Vladimir Poetin dat als Oekraïne een Amerikaans raketafweerschild aanvaardt dat Rusland zijn raketten op Oekraïne kan richten als het buurland tot de NAVO toetreedt. De voormalige Oekraïense president Viktor Joesjtsjenko heeft meer dan eens verklaard dat zijn land geen buitenlandse militaire bases op zijn grondgebied zou toelaten; in december 2009 was de NAVO niet van plan militaire bases in Oekraïne te vestigen. Samen met Rusland is ook China sterk gekant tegen een uitbreiding van de NAVO naar het oosten.